# Skoky (Žlutice)
Skoky (deutsch Mariastock, auch Maria Stock) ist ein Ortsteil der Stadt Žlutice (Luditz) in Tschechien. Er liegt fünf Kilometer westlich von Žlutice und gehört zum Okres Karlovy Vary. Skoky ist ein bekannter Marienwallfahrtsort.

## Geographie

### Lage
Skoky befindet sich am Übergang des Duppauer Gebirges zum Tepler Hochland in einer Talmulde am Südhang des Berges Vraní vrch (630 m) über dem Tal der Střela. Der Ort ist nur über einen zweieinhalb Kilometer langen Fahrweg von Polom aus erreichbar. Südlich und östlich liegen die von der Trinkwassertalsperre Žlutice gefluteten Täler der Střela und ihres Zuflusses Ratibořský potok.

### Nachbarorte
Nachbarorte sind Polom im Norden, Ratiboř im Nordosten, Verušice im Osten, Semtěš im Südosten, Mostec und Přestání im Süden, Lachovice im Südwesten, Sovolusky im Westen sowie Hlineč im Nordwesten. Die südlich gelegenen Dörfer Dolánky (Dollanka) und Mlyňany (Lindles) sind im Stausee versunken. Martice (Maroditz) im Nordwesten wurde ebenfalls aufgelöst, da es sich im Einzugsbereich der Talsperre befand.

## Geschichte

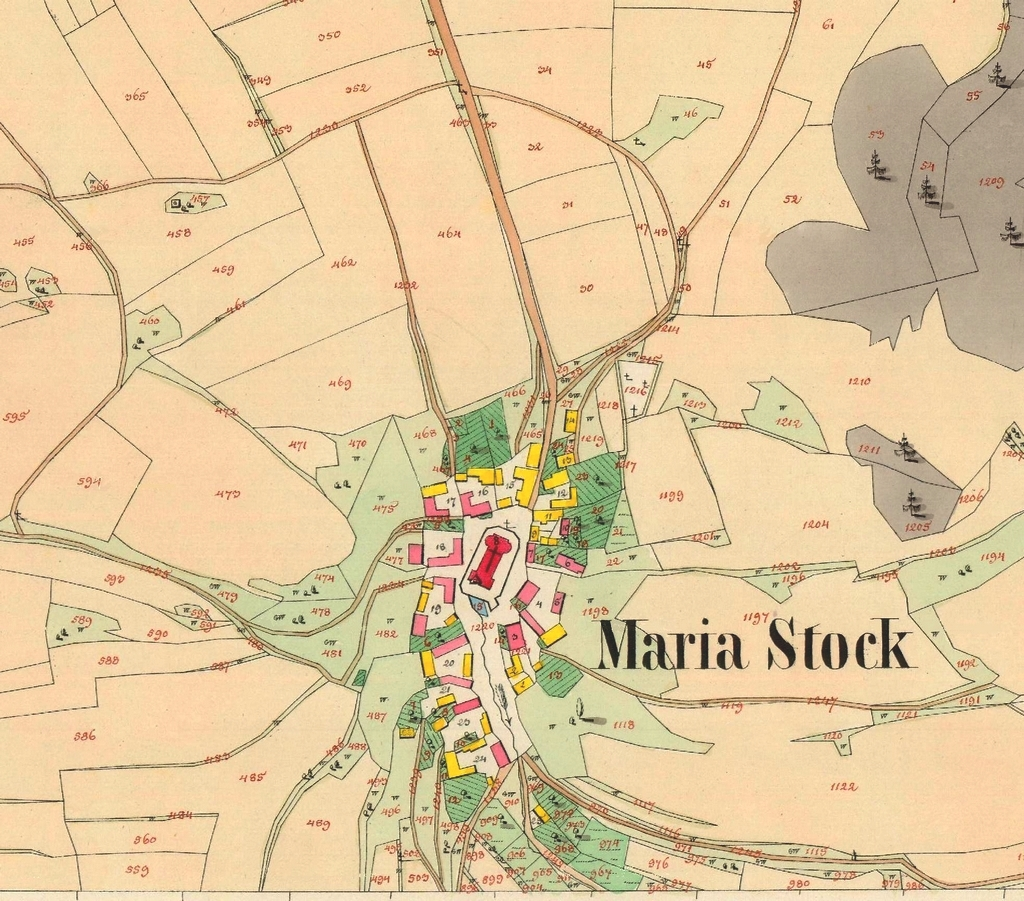
Das Dorf Maria Stock auf der Katasterkarte von 1841.

Die erste Erwähnung des zur Herrschaft Udritsch gehörigen Hofes Skoky erfolgte 1518. Besitzerin war zu dieser Zeit Ursula von Stampach. In der Zeit zwischen 1591 und 1615 gehörte der Ort zur Herrschaft Maroditz und gelangte dann wieder zu Udritsch zurück. 1717 wurde nach einer Heilung eine Wallfahrtskapelle errichtet. Zwischen 1736 und 1738 entstand die barocke Wallfahrtskirche Mariä Heimsuchung, die 1789 zur Lokalie der Pfarre Luditz und 1857 zur Pfarrkirche erhoben wurde.

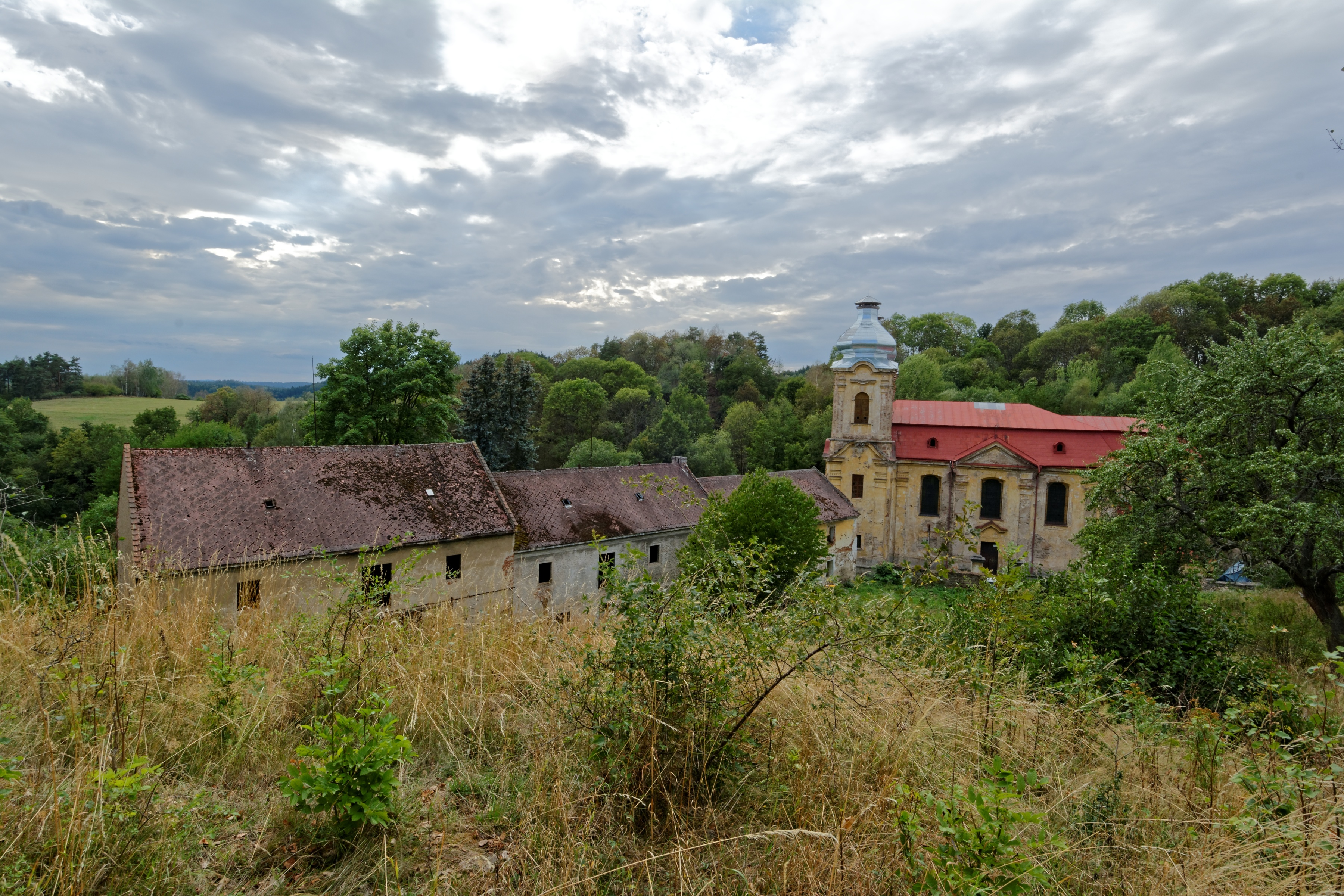
Häuserruinen und Wallfahrtskirche in Skoky

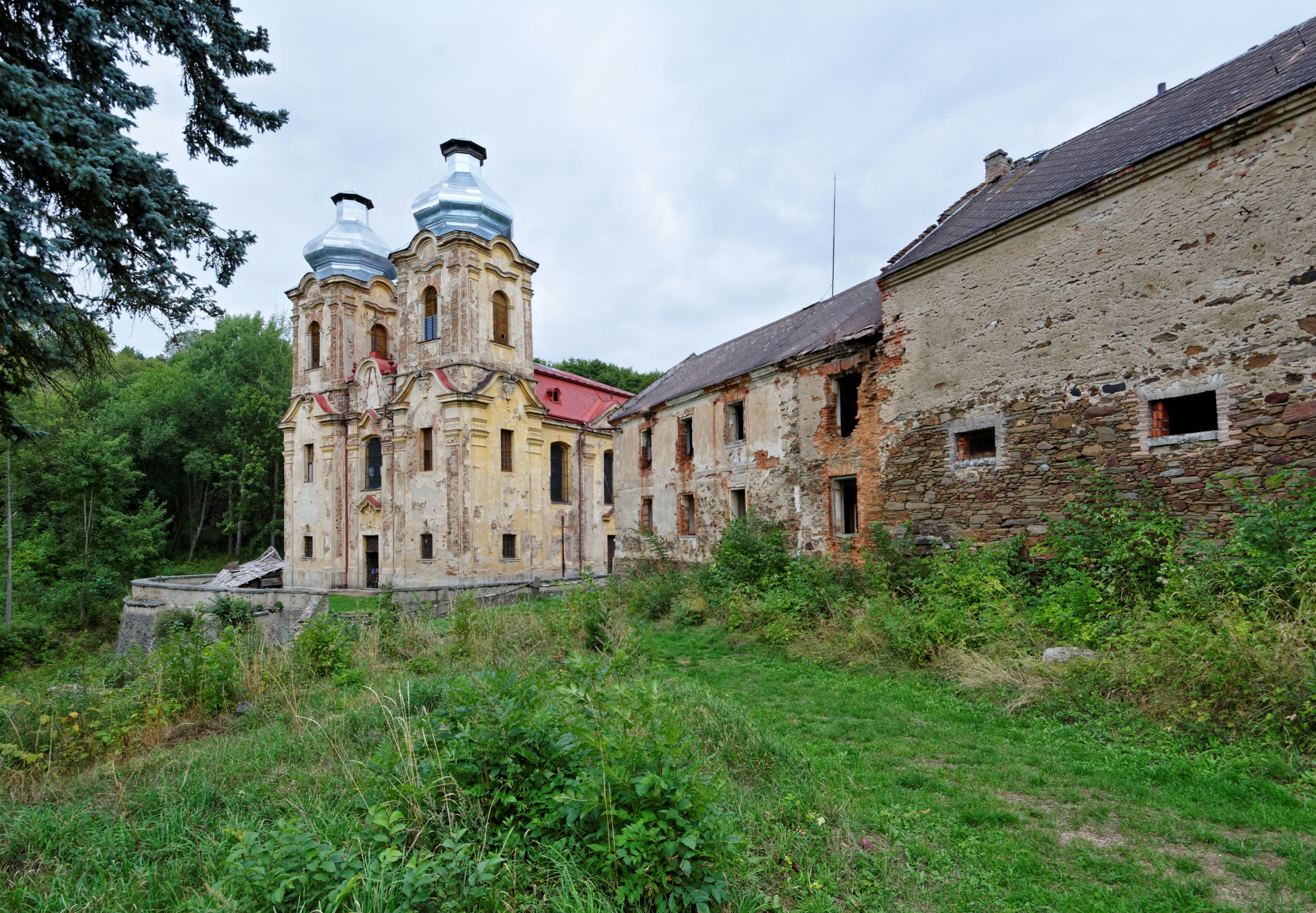
Wallfahrtskirche

Bis zur Aufhebung der Patrimonialherrschaften blieb Mariastock nach Udritsch untertänig. Ab 1850 bildete Mariastock einschließlich der unterhalb des Dorfes an der Schnella gelegenen Rabenmühle eine Gemeinde im Bezirk Luditz. Im Jahre 1900 bestand der Ort aus 26 Häusern und hatte 144 Einwohner. 1930 lebten in dem landwirtschaftlich geprägten Ort 158 Menschen. Nach dem Münchner Abkommen wurde das größtenteils deutsch besiedelte Dorf 1938 dem Deutschen Reich zugeschlagen, bis 1945 gehörte es zum Landkreis Luditz. 1939 hatte Mariastock 134 Einwohner. 
Nach dem Zweiten Weltkrieg kam der Ort zur Tschechoslowakei zurück und die deutschen Bewohner wurden vertrieben. 1950 wurde der Okres Žlutice aufgehoben und Skoky dem Okres Toužim zugeordnet. Gleichzeitig erfolgte die Eingemeindung von Mlyňany. Bei der Gebietsreform von 1960 wurde der Okres Toužim aufgelöst und Skoky nach Žlutice eingemeindet. Seit dieser Zeit gehört der Ort zum Okres Karlovy Vary.
In den 1960er Jahren begann im Zuge des Baus der Trinkwassertalsperre an der Střela die Auflösung des Dorfes. Lediglich drei Gehöfte um die Kirche blieben erhalten. Diese wurden später auch verlassen und verfielen. Im Jahre 2006 beschloss die Stadt Žlutice in ihrem Bebauungsplan, die ländliche Ansiedlung Skoky in beschränktem Umfang wiederherzustellen.

## Sehenswürdigkeiten
- Wallfahrtskirche Mariä Heimsuchung, der weithin sichtbare zweitürmige Barockbau wurde in den Jahren 1736–1738 auf einer Terrasse im Tal des Dorfbaches errichtet

- Talsperre Žlutice, 1968 vollendet